# Cheikh Sarr
Cheikh Kane Sarr (Dakar, 21 de abril de 2000) es un futbolista senegalés que juega en la posición de guardameta en las filas del Club Deportivo Manchego Ciudad Real de la Tercera Federación.

## Trayectoria
Ingresó en las categorías inferiores del Gimnàstic de Tarragona con 18 años, procedente del Ndangane F. C. senegalés. Su trayectoria en el club tarraconense no fue la esperada, encadenando tres cesiones consecutivas y rescindiendo su contrato en 2023.
En la temporada 2023-24, firma por el Club de Fútbol Rayo Majadahondade la Primera Federación. 
El 30 de marzo de 2024, en minuto 50 del encuentro entre el Sestao River y el Club de Fútbol Rayo Majadahonda de Primera RFEF, Sarr (que acababa de recibir el 2 a 1) salió del área y acudió a las faldas de la grada para encararse con unos aficionados que, según su versión, le estaban profiriendo insultos xenófobos. Sarr fue expulsado por el árbitro del encuentro y su equipo decidió retirarse del partido. Fue sancionado con dos partidos de suspensión y el Rayo Majadahonda con la retirada de tres puntos en la clasificación.
Tras estar si equipo el 18 de febrero de 2025 ficha por el Club Deportivo Manchego Ciudad Real de la Tercera Federación

### Internacional
Ha debutado con la Selección de fútbol sub-20 de Senegal.

## Clubs
| Club                                | Años            | Partidos |
| ----------------------------------- | --------------- | -------- |
| Gimnàstic de Tarragona              | 2018-2020       | 1        |
| Real Oviedo (cesión)                | 2020-2021       | 8        |
| Recreativo Granada (cesión)         | 2021-2022       | 26       |
| C. D. Castellón (cesión)            | 2022-2023       | 4        |
| Club de Fútbol Rayo Majadahonda     | 2023-2024       | 7        |
| Club Deportivo Manchego Ciudad Real | 2025-Actualidad |          |